# Bloomfield (Vermont)
Bloomfield es un pueblo ubicado en el condado de Essex en el estado estadounidense de Vermont. En el año 2010 tenía una población de 221 habitantes y una densidad poblacional de 2,11 personas por km².

## Geografía
Bloomfield se encuentra ubicado en las coordenadas 44°47′44″N 71°38′6″O / 44.79556, -71.63500.

## Demografía
Según la Oficina del Censo en 2000 los ingresos medios por hogar en la localidad eran de $33,500 y los ingresos medios por familia eran $39,167. Los hombres tenían unos ingresos medios de $27,708 frente a los $20,357 para las mujeres. La renta per cápita para la localidad era de $17,224. Alrededor del 4% de la población estaba por debajo del umbral de pobreza.